# 河北郵便局 (山形県)
河北郵便局（かほくゆうびんきょく）は山形県西村山郡河北町にある郵便局。民営化前の分類では集配特定郵便局であった。

## 概要
住所：〒999-3599 山形県西村山郡河北町谷地丙3-1

## 沿革
- 1872年（明治5年）旧9月 - 谷地（やち）郵便取扱所として開設[1]。
- 1875年（明治8年）1月1日 - 谷地郵便局（五等）となる。
- 1885年（明治18年）5月1日 - 貯金取扱を開始。
- 1886年（明治19年）4月16日 - 為替取扱を開始。
- 1891年（明治24年）10月1日 - 谷地郵便電信局となる。
- 1903年（明治36年）4月1日 - 通信官署官制の施行に伴い谷地郵便局となる。
- 1957年（昭和32年）3月21日 - 溝延郵便局から電話交換事務の取扱を廃止[2]。
- 1962年（昭和37年）11月15日 - 風景入通信日付印の使用を開始。
- 1966年（昭和41年）8月14日 - 電話交換および和文電報配達業務を河北電報電話局に移管。
- 1989年（平成元年）8月1日 - 河北郵便局に改称。
- 2007年（平成19年）10月1日 - 民営化に伴い、併設された郵便事業寒河江支店河北集配センターに一部業務を移管。
- 2012年（平成24年）10月1日 - 日本郵便株式会社の発足に伴い、郵便事業寒河江支店河北集配センターを河北郵便局に統合。

## 取扱内容
- 郵便、印紙、ゆうパック、内容証明
- 貯金、為替、振替、振込、国際送金、国債、投資信託
- 生命保険、バイク自賠責保険
- ゆうちょ銀行ATM
- 西村山郡河北町内の集配業務

## 周辺
- 河北町役場
- 山形県立谷地高等学校
- 河北町立谷地南部小学校
- 国道287号
- 国道347号
- 最上川

## アクセス
- 山交バス 谷地停留所下車徒歩約5分
- 河北町営バス、東根市営バス どんがホール前停留所下車
- 東北中央自動車道 東根ICから北西へ約4km
- 駐車場あり：16台